# Attack on Titan (película)
Attack on Titan Part 1 (進撃の巨人 Shingeki no Kyojin?) es una película de acción posapocalíptica basada en el manga del mismo nombre creado por Hajime Isayama. La película está dirigida por Haruma Miura, Ryota Ozawa, Hiroki Hasegawa, Kiko Mizuhara, Kanata Hongō, Takahiro Miura, Nanami Sakuraba, Satoru Matsuo, Shu Watanabe, Ayame Misaki, Rina Takeda, Satomi Ishihara, Pierre Taki y Jun Kunimura. En la película, Eren Jaeger, sus amigos de la infancia Mikasa Ackerman y Armin Arlert, se unen a la Legión de Exploración, un ejército militar para luchar contra humanoides gigantes llamados Titanes después de que su ciudad natal fuera atacada por un Titán colosal . La película se divide en dos partes, la primera parte se estrenó en Japón el 1 de agosto de 2015 y la segunda parte (subtitulada El fin del mundo ) se estrenó el 19 de septiembre de ese año. La película recibió críticas mixtas de los críticos, quienes elogiaron los diseños de los Titanes y el estilo de la película B, pero criticaron el guion y las desviaciones del material original.

## Trama

### Parte 1
Hace 100 años, aparecieron los titanes y diezmaron a la mayor parte de la humanidad. Para detener su avance, la humanidad construyó una serie de murallas y siguieron viviendo en paz. En el pueblo actual de Monzen, Eren expresa a sus amigos, Armin y Mikasa, su deseo de dejar los confines de la Muralla Exterior y ver el mundo exterior. Después de un intento fallido de acercarse a la muralla, Souda, el capitán de la guarnición, les explica que los militares están reuniendo un regimiento de exploración para explorar más allá de las murallas. Sin embargo, la pared es repentinamente atacada por el Titán Colosal. Se abre una brecha en la muralla y los titanes ingresan a la aldea, devorando personas y se regeneran cuando están heridos. Cuando Mikasa intenta rescatar a un bebé, la separan de Eren y se presume que la mataron. Dos años más tarde, Eren y Armin ingresan al Regimiento Scout, junto con Sasha, Jean y otros. El equipo, dirigido por el comandante de la policía militar Kubal, se traslada a uno de los pueblos de la Muralla Exterior. Luego, el grupo es atacado por titanes, pero el capitán Shikishima y Mikasa los salvan, quienes sobrevivieron al ataque de hace dos años y ahora son parte de los Scouts. Mikasa se niega a hablar con Eren, actuando como si fuera un extraño sin motivo alguno. Eren finalmente confronta a Mikasa y ella le revela que la experiencia la hizo darse cuenta de que el mundo es cruel. Después de darse cuenta de que Mikasa y Shikishima probablemente estén juntos, Eren vuelve a estar devastado.
Cuando más titanes los sorprenden, Kubal se retira, dejando que los exploradores se las arreglen solos. Lil, que acababa de perder a su amante, se sacrifica. Jean intenta convencer a Eren de que huya, pero Eren elige contraatacar antes de perder la pierna en el proceso. Eren logra salvar a Armin de ser devorado pero a costa de su propia vida. Aunque aplastada por la muerte de Eren, Mikasa lucha hasta que se queda sin combustible y se encuentra cara a cara con el mismo Titán que se devoró a Eren. Sin embargo, un titán emerge de su interior y comienza a luchar contra los otros titanes. Souda y Mikasa se dan cuenta de que el Titán es Eren. Después de que comienza a colapsar, Mikasa libera a Eren de su caparazón de Titán.

### Parte 2
Años antes, un joven Eren es inyectado por la fuerza con un suero experimental por su padre, pero poco después de que la madre de Eren descubre esto, un escuadrón de la policía militar irrumpe, se lleva a los padres de Eren y quema el lugar. Eren sobrevive con la ayuda de Souda. En el presente, Eren es capturado por Kubal y su escuadrón, creyendo que es una amenaza para la humanidad. Mikasa no hace nada para defenderlo. Armin y Souda intentan persuadir a Kubal para que le perdone la vida a Eren, pero Souda muere. Antes de que Eren sea ejecutado, un Titán irrumpe, matando a Kubal y su escuadrón, se lleva a Eren, pero perdona a Mikasa y sus camaradas. Eren se despierta en un búnker misterioso con Shikishima, quien revela los orígenes de los titanes como un experimento militar que salió mal y pronto se convirtió en un virus que convirtió a las personas en titanes y diezmó a la humanidad. Shikishima planea dar un golpe de Estado contra el gobierno corrupto que ha estado oprimiendo a su gente con los muros y con el miedo a los titanes. Eren se entera de que Shikishima ha almacenado algunas de las armas anteriores a la Guerra de los Titanes y acepta ayudar.
Hange, Mikasa y los demás recuperan una bomba sin detonar en la ciudad natal de Eren con la esperanza de usarla para sellar el muro exterior. Se encuentran con las tropas de Shikishima y se reúnen con Eren. Sin embargo, Shikishima intenta reclutarlos en su golpe, revelando que planea usar la bomba falsa no para sellar el muro, sino para volar la capital y dejar que los Titanes se apoderen de todo, liberando a la humanidad. Al darse cuenta de que se perderían más vidas inocentes, Eren se opone a Shikishima. Mientras luchan, Sannagi se sacrifica para derribar una torre cercana que cae sobre el arsenal de armas y la explota mientras los demás escapan con la bomba. Sin embargo, Shikishima reaparece en el camión y se apuñala, revelándose como el titán que se llevó a Eren antes. La pandilla ataca a Shikishima, quien estrella a Eren contra una pared, pero Eren se transforma en su forma de Titán y derrota a Shikishima. Titan Eren trepa por la pared y coloca la bomba, volviendo a su forma humana mientras Armin coloca la mecha.
Habiendo sobrevivido al ataque anterior, Kubal quiere que el grupo entregue a Eren y regrese al interior, pero se niegan. Kubal le dispara a Armin, pero Sasha le dispara y cae, transformándose en el Titán Colosal que en realidad rompió la pared exterior en la parte 1. Cuando Eren, Mikasa y Jean intentan saltar sobre la espalda del Titán Colosal, Jean muere. La bomba no explota, por lo que Mikasa intenta que el fusible de la bomba vuelva a funcionar, pero se enfrenta a Shikishima. Eren intenta romper la nuca de Colossal Titan pero es derribado. Shikishima se sacrifica transformándose en un Titán y colocando la bomba en la boca del Titán Colosal. La detonación cierra con éxito el agujero en la pared y Eren y Mikasa se paran en la parte superior de la pared con vista al océano. En una escena posterior a los créditos, un personaje fuera de la pantalla analiza imágenes de la batalla con el Titán Colosal, en el búnker de Shikishima, quien dice que la imprevisibilidad de Eren y Mikasa es lo que los hace "fascinantes".

## Elenco
| Personaje       | Actor           | Actor de doblaje en inglés | Nota | Ref(s) |
| --------------- | --------------- | -------------------------- | --- | ------ |
| Eren Jaeger     | Haruma Miura    | Bryce Papenbrook           | Un joven que sueña con dejar algún día las murallas. | [ 3 ]  |
| Mikasa Ackerman | Kiko Mizuhara   | Trina Nishimura            | Amiga de la infancia de Eren. Se pensó que había muerto en la brecha inicial de la muralla en Monzen, pero reaparece como parte de la Legión de Exploración bajo el mando de Shikishima.                  | [ 4 ]  |
| Shikishima      | Hiroki Hasegawa | Jason Liebrecht            | El capitán de la Legión de Exploración. | [ 5 ]  |
| Armin Arlert    | Kanata Hongo    | Josh Grelle                | Amigo de la infancia de Eren. Él tiene un interés en cosas mecánicas. | [ 6 ]  |
| Jean Kirstein   | Takahiro Miura  | Mike McFarland             | Un soldado que se pelea con Eren. | [ 7 ]  |
| Sasha Braus     | Nanami Sakuraba | Ashley Burch               | Un soldado al que le gusta la comida, especialmente las patatas. Ella usa un arco largo. | [ 8 ]  |
| Sannagi         | satoru matsuo   | Cris Jorge                 | Un soldado que usa un hacha para cortar los talones de los titanes. | [ 9 ]  |
| Fukushi         | shu watanabe    | james chandler             | Uno de los soldados. | [ 10 ] |
| Hola Ana        | Ayame Misaki    | Felecia Angelle            | Una de las mujeres soldados. Más tarde se revela que se unió a los Cadetes para mantener a su hija. Parecía haber estado enamorada de Eren e intentó seducirlo. Más tarde, ella es devorada por un titán. | [ 11 ] |
| Pequeño         | Rina Takeda     | Tia Ballard                | Una de las mujeres soldados, ella y otro soldado son pareja. | [ 12 ] |
| Souda           | pierre taki     | Cris Jorge                 | Un excapitán de la guarnición cuando se rompen las murallas en Monzen. | [ 13 ] |
| Hange           | Satomi Ishihara | Jéssica Calvello           | El jefe de armas y líder de la Legión de Exploración. Por lo general, usa gafas y aparece por primera vez donde demuestra el equipo de maniobras tridimensional.                                          | [ 14 ] |
| Kubal           | Jun Kunimura    | R. Bruce Elliott           | El director en el ejército militar. | [ 15 ] |

Algunos personajes que aparecían en el manga y el anime originales se eliminaron debido a que el escenario de la película se cambió de Alemania a Japón. Las voces de los personajes del doblaje en inglés de Funimation son las mismas que las del anime.

## Producción

### Desarrollo
La película fue anunciada en octubre de 2011, con fecha de estreno prevista para 2013 y en diciembre del mismo año se anunció que sería una película de acción real y que Tetsuya Nakashima la dirigiría. En diciembre de 2012 se anunció que Nakashima había dejado el cargo de director por diferencias creativas. En diciembre de 2013, Shinji Higuchi fue revelado como el nuevo director y Yuusuke Watanabe como el guionista.[cita requerida] Originalmente, los cineastas querían hacer la película muy fiel al material de origen, pero el autor Hajime Isayama sugirió numerosos cambios (como la introducción de personajes nuevos y diferentes, y cambiar el escenario a Japón) para hacer las películas independientes, porque "la historia ya ha sido contada", al tiempo que introduce nuevos elementos que luego se utilizarían en el manga.

### Rodaje
Se esperaba que la fotografía principal comenzara en 2014 y ahora se esperaba que la película se estrenara en 2015. También se anunció y se transmitió un comercial de automóviles con los Titanes y dirigido por Higuchi en enero de 2014 en Nippon TV, alcanzando más de 5 millones de visitas en YouTube en cuatro días. Haruma Miura se reveló como parte del elenco en abril y en julio se anunció que habría dos películas. Las primeras imágenes de los actores en el personaje fueron reveladas en noviembre.

### Música
Shirō Sagisu compuso y compuso la banda sonora original de una película, que se compiló en una banda sonora completa. Los temas musicales de las películas son "Anti-Hero" y "SOS", respectivamente, ambos interpretados por Sekai no Owari . La banda sonora de la película se llama " Attack on Titan (banda sonora original de la película de Shinji Higuchi) ".
Toda la música fue compuesta por Shirō Sagisu.

| N.º | Título                     | Duración |  |
| 1.  | «Rise Up»                  |          |  |
| 3.  | «Rise Up (Rhythmetal)»     |          |  |
| 10. | «Deuxième ouverture»       |          |  |
| 14. | «Orchestre (Lent)»         |          |  |
| 16. | «Masterplan (Metalopera)»  |          |  |
| 17. | «Boule de cristal (Piano)» |          |  |
| 18. | «Le soleil d'or»           |          |  |
| 19. | «Orchestra (Apogée)»       |          |  |

## Realización
La primera película se estrenó en Japón el 1 de agosto de 2015. Fue lanzado por Madman Entertainment en Australia y Nueva Zelanda el 27 de agosto de 2015. Funimation Entertainment obtuvo la licencia de los derechos de ambas películas en América del Norte, América Central y América del Sur y presentó el estreno mundial de la primera película el 14 de julio en el Teatro Egipcio de Grauman en Los Ángeles, California . El director Shinji Higuchi y las estrellas Haruma Miura y Kiko Mizuhara asistieron al estreno en la alfombra roja. Funimation había anunciado sus fechas de proyección para las películas. Attack on Titan: Part 1 se proyectó en un compromiso limitado a partir del 30 de septiembre de 2015 y Attack on Titan: Part 2 se proyectó tres semanas después, el 20 de octubre de 2015. La segunda parte, titulada El fin del mundo, se estrenó el 19 de septiembre de 2015. Fue lanzado del 1 al 7 de octubre para Australia y Nueva Zelanda. A la segunda película le fue mal en la taquilla japonesa, en relación con la primera parte: la primera película ganó $ 4,8 millones en su semana de estreno en la taquilla japonesa y la segunda ganó $ 2,7 millones.
Para su lanzamiento en DVD y Blu-ray en Estados Unidos, que incluía los doblajes en inglés de ambas películas, la primera parte se puso a la venta el 4 de octubre de 2016[cita requerida] y la Parte 2 publicada el 6 de diciembre de 2016.[cita requerida]

### Novelización
A novelizations of the films called Attack on Titan: End of the World was written by Touji Asakura was released on September 23, 2015, in Japan and November 22, 2016, in the US.

### Marketing
Se lanzó un avance teaser en marzo de 2015 y se lanzó un avance en abril. En junio se lanzó otro avance, que reveló que la película se estrenará en IMAX en Japón e internacionalmente.

## Recepción

### Taquillas
La Parte I fue número uno en su primer fin de semana, con US$5,1 million . Fue la séptima película japonesa más taquillera en la taquilla japonesa en 2015, con ¥3.25 billion ( US$27 million ). y la decimoséptima película más taquillera en la taquilla japonesa de ese año. La Parte II tuvo un desempeño inferior en la taquilla, habiendo recaudado ¥ 2,1 mil millones menos que el total bruto de la primera película dentro de las primeras tres semanas posteriores al estreno. Combinadas, las películas han recaudado 4.930 millones de yenes (46 millones de dólares).

### Recepción de la crítica
En Rotten Tomatoes, el 47% de los críticos le han dado a Attack on Titan: Part 1 una crítica positiva basada en 15 reseñas, con una calificación promedio de 6.30/10. El 50% de los críticos le han dado a la Parte 2 una reseña positiva basada en 8 reseñas, con una calificación promedio de 6.00/10. Lee Edmund de South China Morning Post escribió: "Una de las películas de fantasía más perversamente originales de los últimos tiempos, esta adaptación de una serie de manga japonesa es una mezcla esquizofrénica de géneros". Hope Chapman, de Anime News Network, elogió la película y dijo: "Estética sobresaliente e inmersiva como ninguna otra película de terror, ritmo rápido y apasionante de principio a fin, guión nítido con matices temáticos pesados, se mantiene completamente como su propia obra de arte divorciada de la material de origen."  Derek Elley de Film Business Asia le dio una calificación de 7 sobre 10 y la llamó "una fantasía de basura y terror que es una película B de gran presupuesto". 
Otros críticos dieron críticas más mixtas a la película. Piera Chen de The Hollywood Reporter calificó la película como "un éxito de taquilla visualmente refrescante", y señaló que la película de trabajo del personaje estaba "socavada por caracterizaciones trilladas". El escritor de The Guardian, Chris Michael, también se mezcló en la película, calificando la actuación de "tímida y terrible", pero elogiando los efectos y la sensación de película B de la producción. En una crítica más negativa, Brian Ashcraft de Kotaku criticó la película por sus cambios con respecto al anime, que consideró que empeoraron la película, y describió las escenas iniciales como "dolorosamente melodramáticas, mal interpretadas y forjadas con diálogos cursis". La escritora de IGN, Miranda Sanchez, también le dio a la película una crítica negativa, calificándola de "una versión menor de la historia existente" y criticando la simplificación de los personajes clave.

#### Respuesta de los creadores
El artista de SFX Yoshihiro Nishimura y el director Shinji Higuchi respondieron a algunos críticos, y Nishimura respondió a las comparaciones desfavorables de los efectos especiales de la película con los estándares de Hollywood así: "Lo siento, pero decidir qué películas ver en función de su presupuesto y comparar todo con Hollywood, así es como algunas personas se sienten seguras comprando Okame natto cuando van al supermercado". Higuchi hizo referencia a un crítico de los personajes de la película y dijo: "¿Quién es el idiota que le dio a este tipo un estreno anticipado de la película? !" 

### Dificultades técnicas
Attack on Titan: Part 1 recibió críticas de los asistentes al teatro de San Francisco, Ohio, Kentucky, Texas y Wisconsin debido a que un subtítulo ("¡He estado esperando este día!") se congeló en los primeros diez minutos de la película y continuó. permanecer congelado durante la mayor parte de la película debido a un problema de software. Como consecuencia, Funimation anunció que subtitularían la Parte 2 y todos los lanzamientos futuros. Sin embargo, otros han informado que los subtítulos funcionan correctamente en otros cines. Funimation ha informado que menos del 2% de los cines se han visto afectados por la congelación.

## Remake
En enero de 2017, se informó que Warner Bros. estaba en negociaciones para asegurar los derechos cinematográficos de la franquicia Attack on Titan . El productor de la serie de películas de Harry Potter, Death Note y Downfall, David Heyman, estaría a bordo para producir un proyecto propuesto de dos películas que reharía las adaptaciones cinematográficas japonesas de acción en vivo de 2015. Sin embargo, al día siguiente, un representante de Kodansha negó este informe, pero dijo que había otros proyectos en negociaciones. En octubre del mismo año, Warner Bros. finalizó un trato con Kodansha, además de anunciar a Andy Muschietti para dirigir, con Heyman, Masi Oka y Barbara Muschietti (la hermana del director) para producir.